# نادي تيميشوارا لكرة السلة
نادي تيميشوارا لكرة السلة (بالرومانية: BC Timișoara)‏ هو فريق كرة سلة روماني للمحترفين تأسس في سنة 1956 يقع مقره في تيميشوارا.

## الإنجازات
- الدوري الروماني لكرة السلة
  - الوصافة (2): 2008–09، 2011–12
- كأس رومانيا لكرة السلة (1): 2015
  - الوصافة (5): 2007، 2008، 2010، 2012، 2013

## وصلات خارجية
- الموقع الرسمي